# تبدیل‌شوندگان: فیلم
تبدیل‌شوندگان: فیلم (انگلیسی: The Transformers: The Movie) یک فیلم پویانمایی در ژانر اکشن، علمی تخیلی، و ماجراجویی به کارگردانی نلسون شین است که در سال ۱۹۸۶ منتشر شد.